# Sahra Mirow
Sahra Mirow, née le 10 janvier 1984 à Lübeck, est une personnalité politique allemande.

## Biographie
Sahra Mirow naît le 10 janvier 1984 à Lübeck. Elle est sinologue et archéologue. Membre de Die Linke, elle est élue au Bundestag en 2025.